# Vancouver International Film Festival

Logo des Festivals

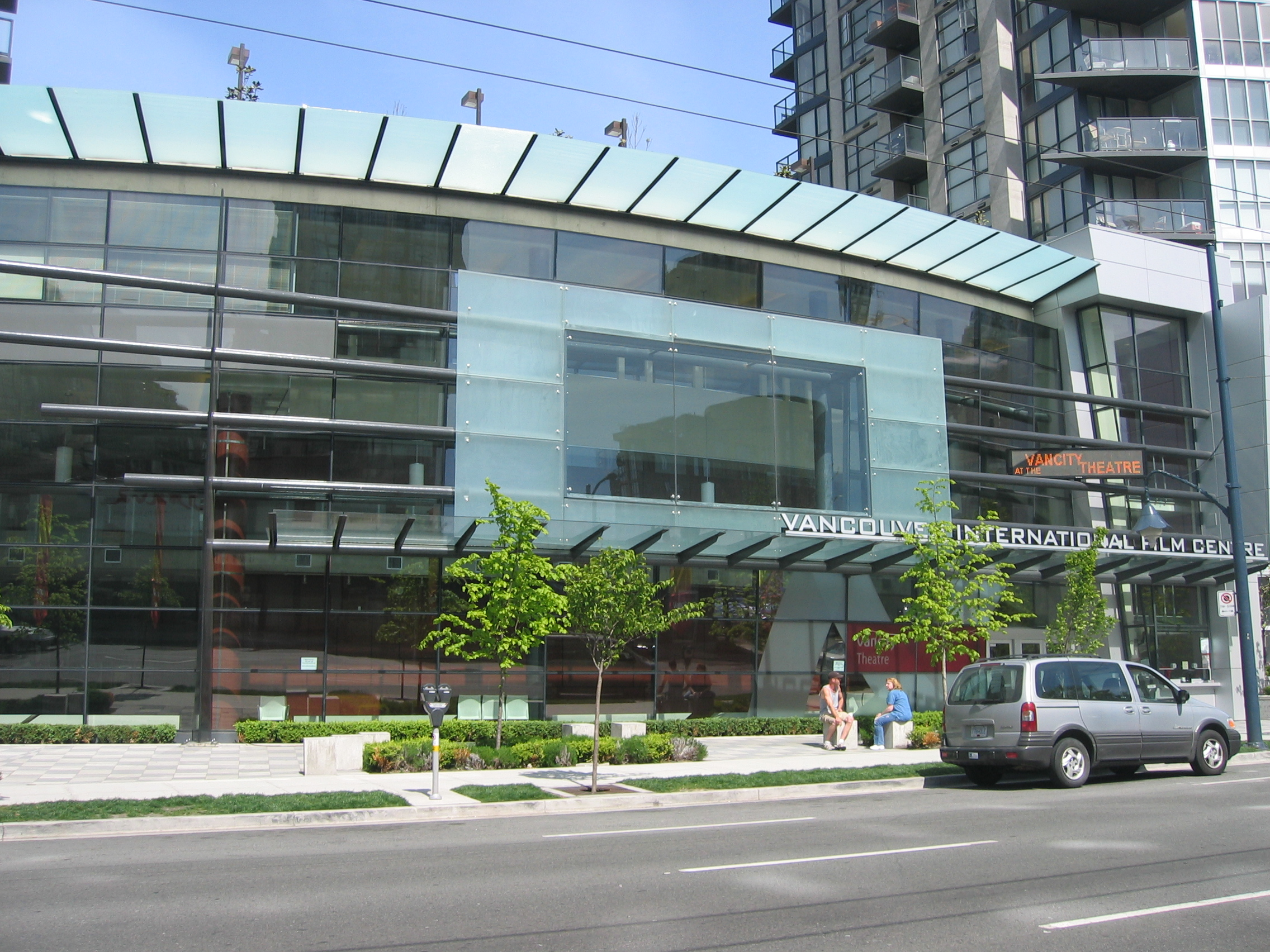
Vancouver International Film Centre

Das Vancouver International Film Festival (VIFF) ist ein zweiwöchiges Filmfestival, das jedes Jahr jeweils Ende September/Anfang Oktober in der kanadischen Stadt Vancouver stattfindet. Es wurde erstmals im Jahr 1982 ausgetragen und wird von der nicht-gewinnorientierten Greater Vancouver International Film Festival Society organisiert. Seit 2005 werden die Filme in einem zu diesem Zweck errichteten Gebäude vorgeführt, dem Vancouver International Film Centre.
Am Festival werden sowohl kanadische als auch ausländische Filme gezeigt. Das VIFF gilt als Sprungbrett für junge asiatische Filmemacher, da es außerhalb Asiens am meisten asiatische Filme zeigt. Im Jahr 2006 nahmen über 300 Filme aus 50 Ländern am Wettbewerb teil, fast ein Viertel davon waren Dokumentarfilme. Die Zuschauerzahl beträgt rund 150.000.
Zu den bekanntesten ausgezeichneten Filmen gehören Geh und lebe, The Corporation, Bowling for Columbine und Das Leben der Anderen.